# 隅田かずあさ
隅田 かずあさ（すみだ かずあさ、1977年6月28日 - ）は、日本の漫画家・イラストレーター。群馬県前橋市出身。秋田県仙北郡美郷町在住。成人向け漫画で活動後、一般誌で活動している。主に原作付き作品やメディアミックス作品を中心に手掛けている。

## 作品リスト

### 漫画作品
単行本
- 『FLOWER CRAW』 （2005年7月19日発売[4]、コアマガジン〈メガストアコミックス052〉、ISBN 978-4-87734-859-5）※成人向け
- 『ウィッチブレイド丈流』 （シナリオ：小林靖子、秋田書店『チャンピオンRED』2006年4月号[5] - 2007年3月号[6]、全2巻）
- 『月光のカルネヴァーレ』 （原作：ニトロプラス、脚本：下倉バイオ、秋田書店『チャンピオンRED』2007年4月号[7] - 2008年2月号[8]、全2巻）
- 『神狩鬼』 （原作：神野オキナ、エンターブレイン『ファミ通コミッククリア』2009年10月30日[9] - 2011年8月26日[10]、〈ファミ通クリアコミックス〉、全3巻）
  1. 2010年7月15日発売[11]、ISBN 978-4-04-726675-9
  2. 2011年2月14日発売[12]、ISBN 978-4-04-727010-7
  3. 2011年10月15日発売[13]、ISBN 978-4-04-727562-1
- 『キリングバイツ』 （原作：村田真哉、『月刊ヒーローズ』2014年1月号[14] - 連載中、〈ヒーローズコミックス〉、既刊25巻）
- 『ほしがりすぎでしょ!? 稲葉さん』 （原作：村田真哉、『コミプレ』〈ヒーローズコミックス わいるど〉、2020年8月21日[15]  - 2022年11月25日、全3巻） - 『キリングバイツ』のスピンオフ[15]
- 『最強スキル『命乞い』で悔しいけど無双しちゃう元魔王様の世界征服活動』 （原作：村田真哉、『コミプレ-Comiplex-』2023年6月30日 - 連載中、〈ヒーローズコミックス わいるど〉、既刊3巻）

同人誌
- 『GUN.T.RED』 ※成人向け

### その他
- 『ULTRA GRAPHICS 1999-2009 ウルトラジャンプ10周年記念画集』（2009年10月20日発売[16]、集英社、ISBN 978-4-08-782250-2） - 参加[16]
- 企画展「二次元VS日本刀展」（2020年12月4日 - 2021年2月1日[17]、関鍛冶伝承館開催[17]） - イラスト出展[17]

## 関連人物
あおきてつお
師匠。